# Sphaerodoridae
Sphaerodoridae zijn een familie van borstelwormen (Polychaeta) uit de orde van de Phyllodocida.

## Geslachten
De volgende geslachten zijn bij de familie ingedeeld:
- Clavodorum Hartman & Fauchald, 1971
- Commensodorum Fauchald, 1974
- Ephesiella Chamberlin, 1919
- Ephesiopsis Hartman & Fauchald, 1971
- Euritmia Sarda-Borroy, 1987
- Geminofilum Capa, Nygren, Parapar, Bakken, Meißner & Moreira, 2019
- Sphaerephesia Fauchald, 1972
- Sphaerodoridium Lützen, 1961
- Sphaerodoropsis Hartman & Fauchald, 1971
- Sphaerodorum Örsted, 1843
- Thysanoplea Schmidt, 1857

### Nomen nudum
- Bebryce [Thompson, 1844]

### Synoniemen
- Amacrodorum Kudenov, 1987 => Euritmia Sarda-Borroy, 1987
- Ephesia Rathke, 1843 => Sphaerodorum Örsted, 1843
- Pollicita Johnston, 1845 => Sphaerodorum Örsted, 1843